# Poiana Brașov
Poiana Brasov (en allemand : Schulerau) est une station de ski de taille moyenne, située à 12 km de Brașov dans le județ de Brașov, dans la région de Transylvanie, dans le centre de la Roumanie.
La station est située aux pieds de la montagne Postăvaru (1 799 m), qui marque la limite entre les Alpes de Transylvanie et les Carpates orientales. Elle est aussi entourée par les monts Piatra Craiului (2 238 m), monts Bucegi (2 505 m) et monts Piatra Mare (1 848 m).
Elle est la station la plus réputée de Roumanie, et celle disposant du plus vaste domaine skiable. La piste Drumul Roșu est longue de 4,6 km, ce qui en fait l'une des plus longues de Roumanie.